# Heath Springs
Heath Springs es un pueblo ubicado en el condado de Lancaster, Carolina del Sur, Estados Unidos. Según el censo de 2020, tiene una población de 742 habitantes.

## Geografía
La localidad está ubicada en las coordenadas 34°35′36″N 80°40′30″O / 34.59333, -80.67500 (34.593268, -80.675047). Según la Oficina del Censo, la localidad tiene un área total de 4.21 km², correspondientes en su totalidad a tierra firme.

### Localidades adyacentes
El siguiente diagrama muestra a las localidades en un radio de 20 kilómetros (12,4 mi) de Heath Springs.

## Demografía
En el 2000, los ingresos promedio de los hogares eran de $24.000 y los ingreso promedio de las familias eran de $29.688. Los ingresos per cápita para la localidad eran de $10.407. En 2000 los hombres tenían un ingreso per cápita de $26.458 contra $20.463 para las mujeres. Alrededor del 32.70% de la población estaba bajo el umbral de pobreza nacional. 
De acuerdo con la estimación 2015-2019 de la Oficina del Censo, los ingresos promedio de los hogares son de $32.201 y los ingreso promedio de las familias son de $40.714. Alrededor del 23.7% de la población está bajo el umbral de pobreza nacional.
Según el censo de 2020, el 49.73% de los habitantes son blancos, el 44.61% son afroamericanos, el 0.40% son amerindios, el 0.13% es asiático, el 1.21% son de otras razas y el 3.91% son de una mezcla de razas. Del total de la población, el 2.83% son hispanos o latinos de cualquier raza.